# Mycosphaerella walkeri
Mycosphaerella walkeri är en svampart som beskrevs av R.F. Park & Keane 1984. Mycosphaerella walkeri ingår i släktet Mycosphaerella och familjen Mycosphaerellaceae.   Inga underarter finns listade i Catalogue of Life.